# Myrtillocactus geometrizans
Myrtillocactus geometrizans je vrsta kaktusa u tribusu Pachycereeae, potporodica Cactoideae. Postrojbina su mu Gvatemala i Meksiko.

## Uzgoj
Stupaste granate vrste, dosta jake i otporne. Ova je biljka nalik Monvileji (Monvillea). Traži običnu mješavinu zemlje, zalijevanje i istu temperaturu zimi.